# Kreuzweiher-Langensee

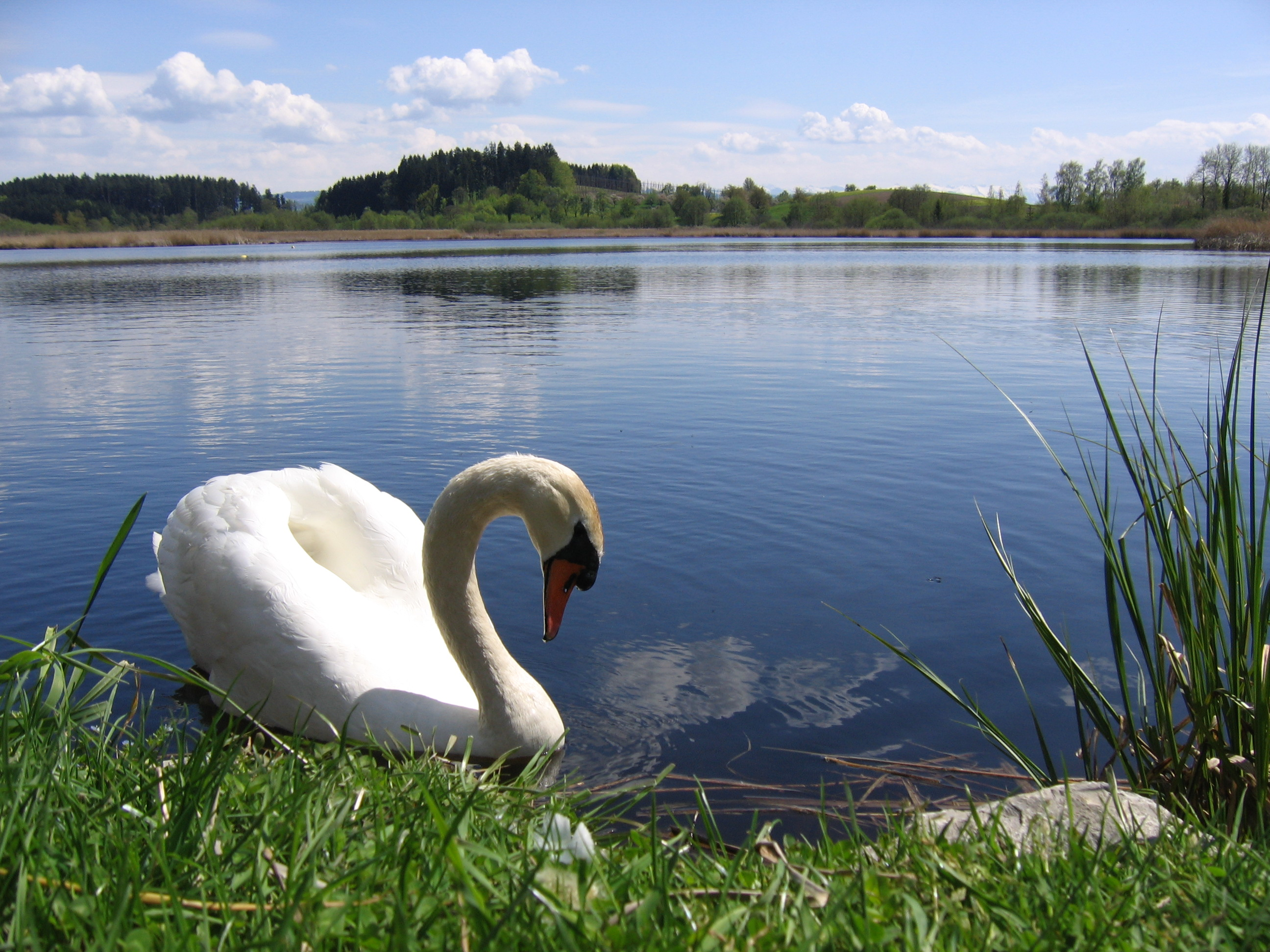
Kreuzweiher

Das Gebiet Kreuzweiher-Langensee ist ein mit Verordnung vom 21. Dezember 1973 des Regierungspräsidiums Tübingen ausgewiesenes und am 20. Oktober 1994 erweitertes Naturschutzgebiet (NSG-Nummer 4070) im Gebiet der baden-württembergischen Gemeinde Neukirch in Deutschland.

## Lage
Das rund 75 Hektar große Naturschutzgebiet Kreuzweiher-Langensee, im Südwesten Neukirchs, zwischen den Ortsteilen Wildpoltsweiler, Unterlangensee, Oberlangensee und Wittenberg, auf einer Höhe von rund 440 m ü. NN gelegen, gehört naturräumlich zum Westallgäuer Hügelland.

## Schutzzweck
Wesentlicher Schutzzweck des NSG Kreuzweiher-Langensee ist die Erhaltung eines reich strukturierten Ökosystems. Es besteht aus den beiden Weihern Kreuzweiher und Langensee, deren Wasserflora, Verlandungsgürtel im Uferbereich, nährstoffarme Flach- und Hangquellmoorbereiche, Pfeifengras-Streuwiesen, Streuobstwiesen, Erlenbruchwaldbereiche und Grünlandflächen als Pufferzonen zur Vermeidung weiterer Intensivierung landwirtschaftlich genutzter Flächen im Umgebungsbereich des Feuchtgebiets dienen.

## Hydrologie
Langensee
Der Zulauf des 5,6 Hektar großen Langensees erfolgt über Wiesengräben, das Einzugsgebiet umfasst etwa 67 Hektar. Die mittlere Tiefe des Sees beträgt 1,1 Meter, die maximale Tiefe 1,4 Meter, sein Volumen rund 59.000 Kubikmeter. Der Ablauf des Langensees erfolgt in den Kreuzweiher.
Kreuzweiher
Der Kreuzweiher besitzt ein Einzugsgebiet von etwa 450 Hektar. Hauptzulauf ist der begradigte Wiesengraben, in den die Zuläufe aus Richtung Hüttensee, Neukirch und Bernried münden, vom Langensee her. Er hat eine Wasserfläche von 5,7 Hektar. Seine durchschnittliche Tiefe beträgt 1,3 Meter, die maximale Tiefe 2,0 Meter; somit ergibt sich ein Volumen von 74.400 Kubikmetern. Der Ablauf erfolgt über Kreuzweiherbach und Bollenbach in die Argen.

## Flora und Fauna

### Flora

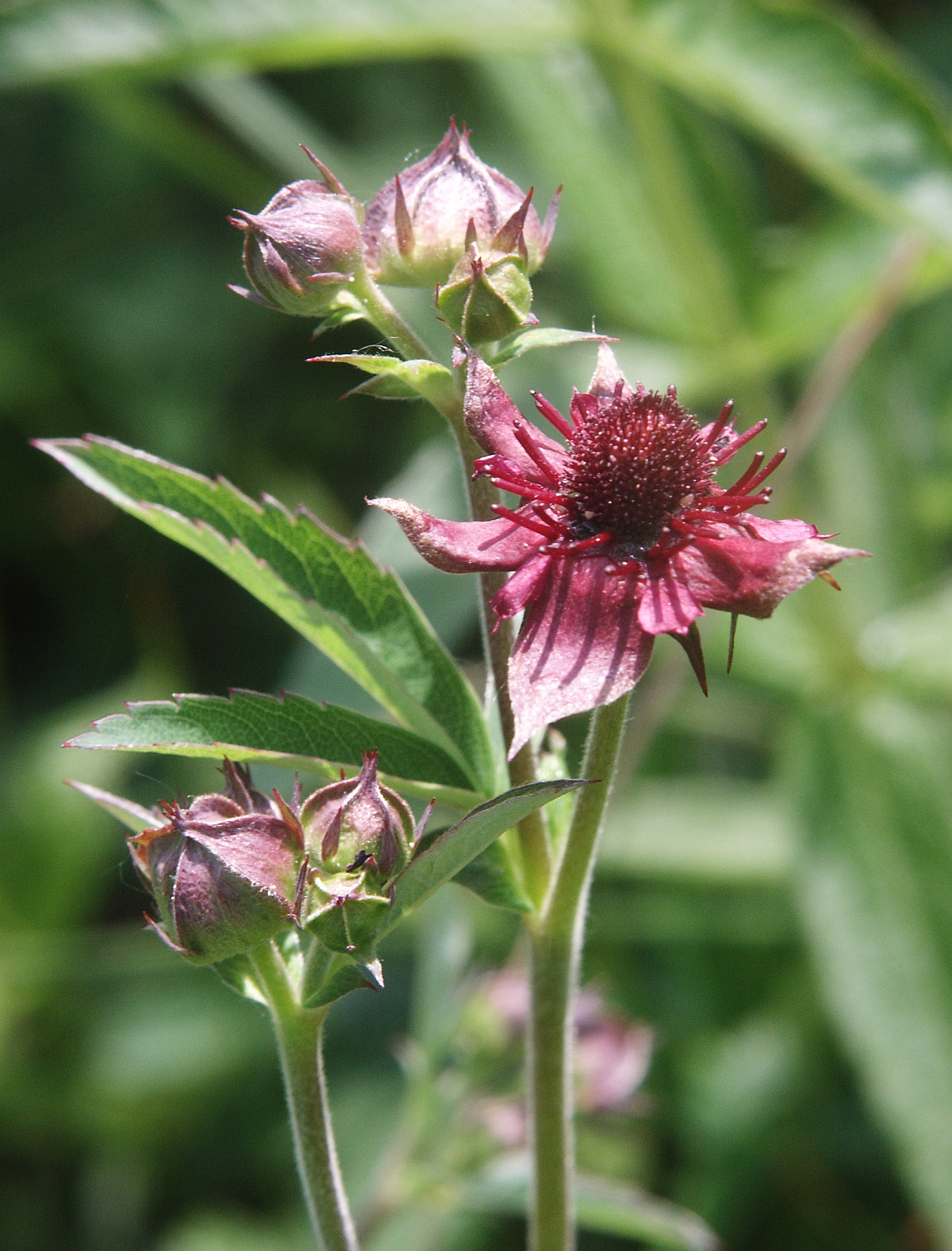
Sumpf-Blutauge
(Potentilla palustris)

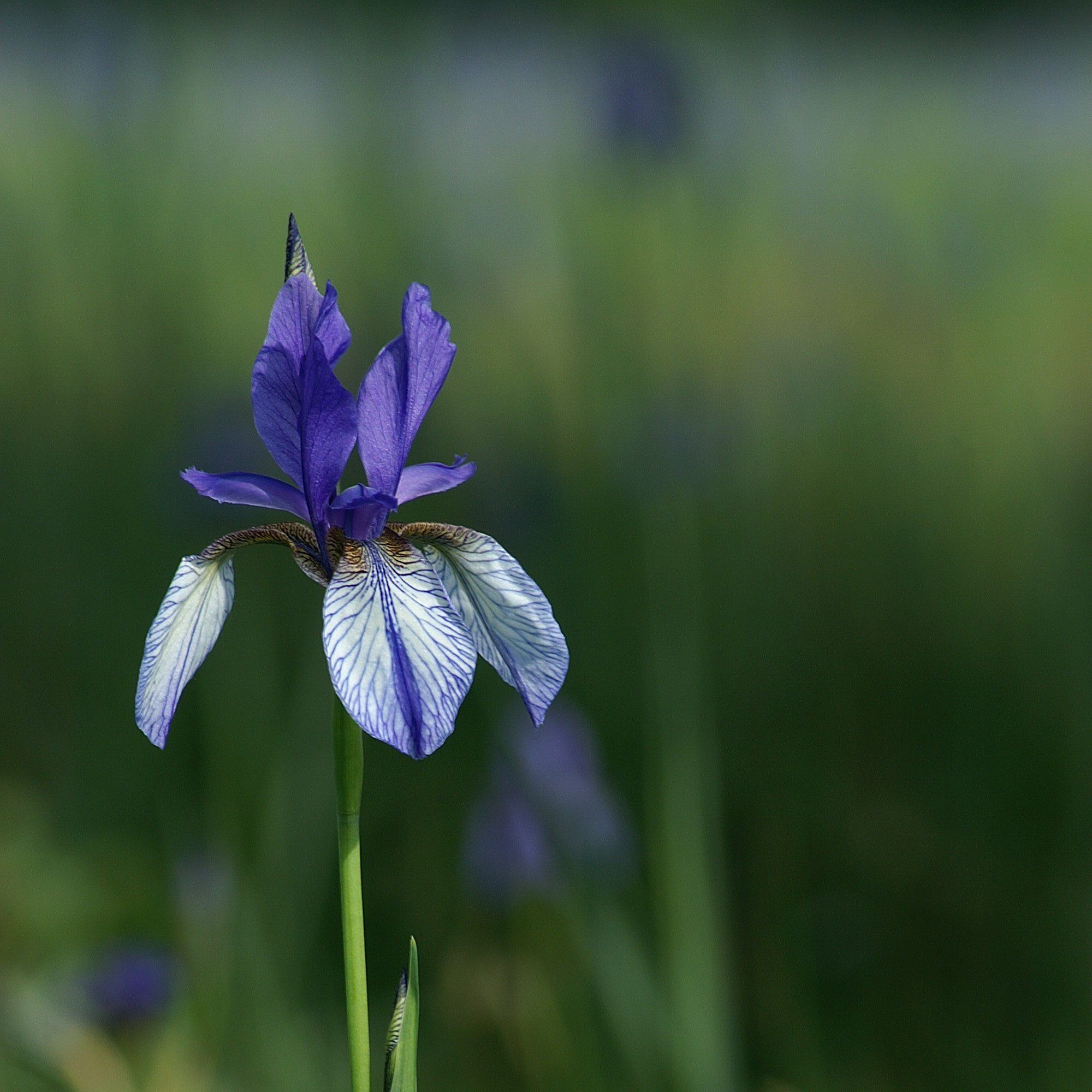
Sibirische Schwertlilie
(Iris sibirica)

Aus der schützenswerten bzw. beobachteten Flora sind folgende Pflanzenarten (Auswahl) zu nennen:
- Bärlappgewächse: Sumpf-Bärlapp oder Moorbärlapp (Lycopodiella inundata)
- Baldriangewächse: Kleiner Baldrian (Valeriana dioica) oder Sumpf-Baldrian
- Enziangewächse: Frühlings-Enzian (Gentiana verna), Lungen-Enzian (Gentiana pneumonanthe), Schwalbenwurz-Enzian (Gentiana asclepiadea)
- Fieberkleegewächse: Fieberklee oder Bitterklee (Menyanthes trifoliata)
- Froschbissgewächse: Großes Nixenkraut (Najas marina)
- Hahnenfußgewächse: Zungen-Hahnenfuß (Ranunculus lingua) oder Großer Hahnenfuß
- Heidekrautgewächse: Gewöhnliche Moosbeere (Vaccinium oxycoccos), Rosmarinheide (Andromeda polifolia)
- Herzblattgewächse: Sumpf-Herzblatt (Parnassia palustris)
- Korbblütler: Gewöhnlicher Wasserdost oder Kunigundenkraut (Eupatorium cannabinum)
- Lippenblütler: Ufer-Wolfstrapp (Lycopus europaeus)
- Myrsinengewächse: Gewöhnlicher Gilbweiderich (Lysimachia vulgaris) oder Gewöhnlicher Felberich
- Nelkengewächse: Prachtnelke (Dianthus superbus)
- Orchideen: Breitblättriges Knabenkraut (Dactylorhiza majalis), Fleischfarbenes Knabenkraut (Dactylorhiza incarnata), Sumpf-Glanzkraut (Liparis loeselii), Sumpf-Stendelwurz (Epipactis palustris)
- Primelgewächse: Mehlprimel (Primula farinosa) oder Mehlige Schlüsselblume, Strauß-Gilbweiderich (Lysimachia thyrsiflora)
- Rötegewächse: Moor-Labkraut (Galium uliginosum)
- Rosengewächse: Echtes Mädesüß (Filipendula ulmaria), Sumpf-Blutauge (Potentilla palustris)
- Sauergrasgewächse: Alpen-Rasenbinse (Trichophorum alpinum), Breitblättriges Wollgras (Eriophorum latifolium), Schlamm-Segge (Carex limosa), Schmalblättriges Wollgras (Eriophorum angustifolium), Weißes Schnabelried (Rhynchospora alba), Zweihäusige Segge (Carex dioica)
- Schwertliliengewächse: Sibirische Schwertlilie (Iris sibirica) – auch Wiesen-Schwertlilie
- Seerosengewächse: Weiße Seerose (Nymphaea alba)
- Sonnentaugewächse: Langblättriger Sonnentau (Drosera anglica) – auch Langblatt-Sonnentau oder Englischer Sonnentau, Rundblättriger Sonnentau (Drosera rotundifolia) – auch Himmelstau oder Herrgottslöffel oder Widdertod genannt
- Spindelbaumgewächse: Sumpf-Herzblatt (Parnassia palustris)
- Wasserschlauchgewächse: Gemeines Fettkraut (Pinguicula vulgaris), Gewöhnlicher Wasserschlauch (Utricularia vulgaris), Kleiner Wasserschlauch (Utricularia minor), Mittlerer Wasserschlauch (Utricularia intermedia)

### Fauna
Aus der schützenswerten bzw. beobachteten Fauna sind folgende Tierarten (Auswahl) zu nennen:

#### Fische
- Barsche: Zander (Sander lucioperca) – auch Sander oder Hechtbarsch
- Echte Welse: Wels (Silurus glanis) – regional auch Waller
- Flussaale: Europäischer Aal (Anguilla anguilla)
- Hechte: Hecht (Esox lucius)
- Karpfenfische: Brachse (Abramis brama), Güster (Blicca bjoerkna) – auch Blicke oder Halbbrasse, Karpfen (Cyprinus carpio), Rotauge (Rutilus rutilus) – auch Plötze oder Schwal, Rotfeder (Scardinius erythrophthalmus) oder Rötel, Schleie (Tinca tinca)

#### Insekten
- Schmetterlinge

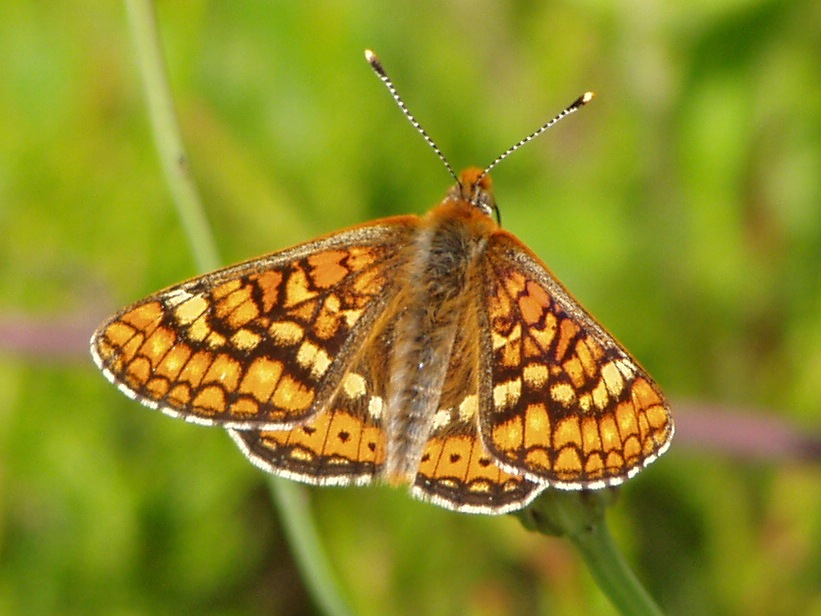
Skabiosen-Scheckenfalter
(Euphydryas aurinia)

  - Großes Wiesenvögelchen (Coenonympha tullia), auch als Großer Heufalter oder Moor-Wiesenvögelchen bezeichnet
  - Lungenenzian-Ameisenbläuling (Phengaris alcon), auch Kleiner Moorbläuling genannt
  - Mädesüß-Perlmuttfalter oder Violetter Silberfalter (Brenthis ino)
  - Skabiosen-Scheckenfalter (Euphydryas aurinia), auch Goldener Scheckenfalter oder Abbiss-Scheckenfalter

#### Vögel

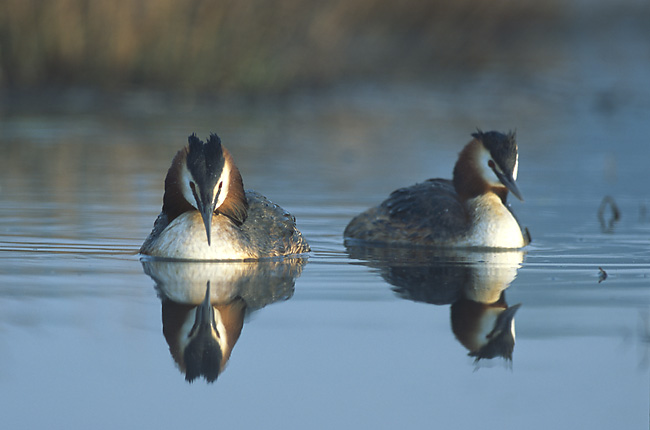
Haubentaucher
(Podiceps cristatus)

- Ammern: Rohrammer (Emberiza schoeniclus) – auch Rohrspatz genannt
- Eisvögel: Eisvogel (Alcedo atthis)
- Entenvögel: Höckerschwan (Cygnus olor), Knäkente (Anas querquedula), Kolbenente (Netta rufina), Krickente (Anas crecca), Tafelente (Aythya ferina)
- Fasanenartige: Wachtel (Coturnix coturnix)
- Fliegenschnäpper: Braunkehlchen (Saxicola rubetra)
- Grasmückenartige: Drosselrohrsänger (Acrocephalus arundinaceus), Teichrohrsänger (Acrocephalus scirpaceus) – Vogel des Jahres 1989
- Habichtartige: Schwarzmilan oder Schwarzer Milan (Milvus migrans), Wiesenweihe (Circus pygargus)
- Lappentaucher: Haubentaucher (Podiceps cristatus) – Vogel des Jahres 2001, Schwarzhalstaucher (Podiceps nigricollis), Zwergtaucher (Tachybaptus ruficollis) – kleinster europäischer Vertreter der Lappentaucher
- Möwen: Lachmöwe (Larus ridibundus)
- Rallenvögel: Teichralle (Gallinula chloropus) – häufig auch Teichhuhn genannt, Tüpfelsumpfhuhn (Porzana porzana), Wasserralle (Rallus aquaticus)
- Reiher: Graureiher (Ardea cinerea), Rohrdommel (Botaurus stellaris), Zwergdommel (Ixobrychus minutus)
- Schnepfenvögel: Bekassine (Gallinago gallinago), Großer Brachvogel (Numenius arquata), Waldschnepfe (Scolopax rusticola)

## Wanderweg
Um das Naturschutzgebiet führt ab Wildpoltsweiler (hier Parkplatz und Bademöglichkeit im Kreuzweiher) über Unterlangensee, Oberlangensee und Summerau zurück nach Wildpoltsweiler ein etwa sieben Kilometer langer Rundweg mit leichten bis mittelschweren Steigungen. Ein Teil dieses Weges verläuft parallel mit der ersten Etappe des Jubiläumswegs Bodenseekreis, ein 111 Kilometer langer Wanderweg, der 1998 zum 25-jährigen Bestehen des Bodenseekreises ausgeschildert wurde. Er führt über sechs Etappen durch das Hinterland des Bodensees von Kressbronn über Neukirch, Meckenbeuren, Markdorf, Heiligenberg und Owingen nach Überlingen.

## Sportliche Möglichkeiten
Am Abfluss des Kreuzweihers, nahe Wildpoltsweiler, ist eine Bademöglichkeit mit Steg und Liegewise geboten.